# Régiment Royal-Italien
Il Régiment Royal-Italien fu un reggimento di fanteria italiana del Regno di Francia, creato nel 1671 e che nel 1788 costituì il bataillon de Chasseurs royaux de Provence, il bataillon de Chasseurs royaux de Dauphiné e il bataillon de Chasseurs du Roussillon.

## Creazione e nomi successivi
- 27 marzo 1671: creazione del Reggimento Royal-Italien, in parte arruolato in Italia
- 17 marzo 1788: il 1º battaglione forma gli Chasseurs royaux de Provence, il 2º battaglione forma gli Chasseurs royaux de Dauphiné e il battaglione di deposito forma gli Chasseurs du Roussillon[1]

## Colonnelli e maestri di campo
- 27 marzo 1671: Bardo di Bardi, conte di Magalotti, brigadiere il 30 aprile 1670, maresciallo di campo il 15 aprile 1672, tenente generale il 25 febbraio 1676, † 10 aprile 1705
- 29 aprile 1705: François Zénobe Philippe, conte di Albergotti, tenente colonnello il 27 gennaio 1678[2], brigadiere il 1 marzo 1690, maresciallo di campo il 6 giugno 1694, tenente generale il 29 gennaio 1702, † 23 marzo 1717.
- 23 marzo 1717: N., marchese di Albergotti
- 17 luglio 1731: Antoine Félix, marchese di Monti, brigadiere il 1 febbraio 1719, maresciallo di campo il 13 febbraio 1734, luogotenente generale il 4 giugno 1736, † 12 marzo 1738
- 17 marzo 1738: Vittorio Amedeo di Savoia, principe di Carignano, luogotenente generale il 1 novembre 1723, † 4 aprile 1741.
- 28 aprile 1741: Charles Armand, marchese di Monti, brigadiere il 1 gennaio 1748, maresciallo di campo il 23 luglio 1756, tenente generale il 25 luglio 1762.

## Storia delle guarnigioni, delle guerre e delle battaglie del reggimento
Il reggimento fu creato nel 1671 dal conte Magalotti, capitano delle Gardes Françaises, per decisione di re Luigi XIV di Francia del 27 marzo 1671, che lo autorizzava a costituire un reggimento straniero in Italia e in Piemonte in vista della guerra d'Olanda. Il conte riuscì a costituire 27 compagnie di 204 uomini e il re diede al reggimento il nome di «Royal-Italien». Nel 1676 il reggimento fu ridotto a 12 compagnie. 
- 1672: guerra d'Olanda. Battesimo del fuoco agli ordini del Principe di Condé: cattura di Nimega.
- 11 agosto 1674: vittoria di Seneffe presso Charleroi.
- 1688 - 1697: guerra della Grande Alleanza
  - 2 luglio 1690: battaglia di Fleurus,
  - 19 luglio 1693: vittoria nella battaglia di Landen.
- 1702-1713: guerra di successione spagnola
  - 1703: Assedio di Brisach e Landau
  - 23 maggio 1706: battaglia di Ramillies
  - partecipazione alla riconquista di Douai, Quesnoy e Bouchain,
  - 24 luglio 1712: Vittoria di Denain
  - 1713: assedio di Landau e Friburgo.
- Il reggimento era al campo di Aimeries-sur-Sambre nel 1732.[3]
- 1733-1735: guerra di successione polacca.
- 1741-1748: guerra di successione austriaca.
- 1756: Corpo di spedizione di Minorca (Isole Baleari)
  - 27 giugno 1756: cattura di Mahón
  - Nell'autunno del 1756 fu inviato in Corsica per ristabilire l'ordine, poi tornò a Minorca dal 1759 al 1762.

Nel 1762, ricevette il personale del disciolto Régiment Royal-Corse, che formò il suo 2º battaglione. Il reggimento fu sciolto nel 1782, epoca alla quale aveva di italiano solo il nome, essendo il personale in gran parte di origine francese o corsa.
- 1767-1774: seconda campagna di pacificazione della Corsica.
  - 8 maggio 1769: battaglia di Ponte Nuovo

- 26 aprile 1775: creazione di un 2º battaglione incorporando le 9 compagnie del Régiment de Tournaisis.

- 1781-1783: Distaccamenti di questo reggimento combatterono come guarnigione imbarcata durante la Guerra d'indipendenza americana, tra cui sui vascelli da guerra Le Pluton e Le Glorieux (squadra dell'ammiraglio de Grasse), e alla cattura dell'isola di Tobago[4]

Il 17 marzo 1788 il reggimento fu definitivamente riformato dal Segretario di Stato alla Guerra Louis-Marie-Athanase de Loménie, con decreto reale di Luigi XVI, e i suoi effettivi trasferiti ai battaglioni di Chasseurs à pied annessi ai reggimenti di Chasseurs à cheval:
- il 1º battaglione divenne un battaglione dei Cacciatori Reali di Provenza.
- il 2º battaglione diventa il battaglione degli Chasseurs royaux de Dauphiné
- il battaglione del deposito divenne il battaglione degli Chasseurs du Roussillon[5]

## Personalità che hanno prestato servizio nel Royal-Italien
- Jean-Baptiste Charles d'Abzac de La Douze de Cazenac (1754-1794), tenente e poi capitano del Régiment Royal-Italien che combatté nella guerra d'indipendenza americana, condannato a morte come emigrante e ghigliottinato ad Agen il 16 aprile 1794.[6]
- François Zénobe Philipp d'Albergotti, luogotenente generale nel 1702, entrato come alfiere del colonnello del Régiment Royal-Italien alla sua creazione il 27 maggio 1671.[2]
- Andrea Massena, futuro maggiore generale e Maresciallo dell'Impero, prestò servizio nella Royal-Italien dal 1775 al 1789 come volontario, raggiungendo il grado di aiutante.
- Luc Dagobert (1736-1794) che fu capitano-comandante dei Granatieri del Régiment Royal-Italien e poi generale in capo dell'Armée des Pyrénées orientales.
- Jean Gheneser, colonnello del 37º reggimento di fanteria leggera, Comandante della Legione d'Onore e Cavaliere dell'Ordine Reale e Militare di Saint-Louis.

## Simboli

### Bandiere
Tre bandiere, tra cui una colonnella bianca, «con croce bianca disseminata di gigli d'oro» e due bandiere d'ordinanza, con croce bianca e «quattro cantoni rossi e marroni in opposizione».

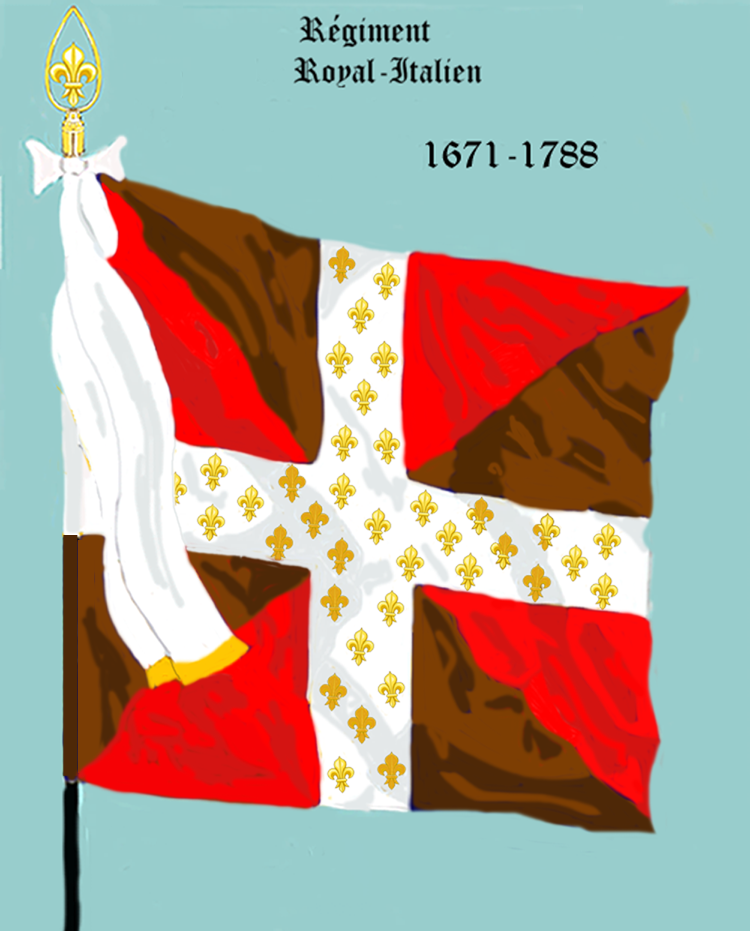
Bandiera del Régiment Royal-Italien dal 1671 al 1788

### Uniformi
«Nel 1750, il Royal-Italien aveva abbandonato l'abito marrone per assumere l'abito grigio-bianco con il colletto, la giacca, i rivestimenti e le braghe in blu celeste e bottoni gialli. Nel 1775, gli fu assegnato l'abito turchese, con risvolti e facciate color narciso e un colletto rosa».

Uniformi del reggmento Royal-Italien
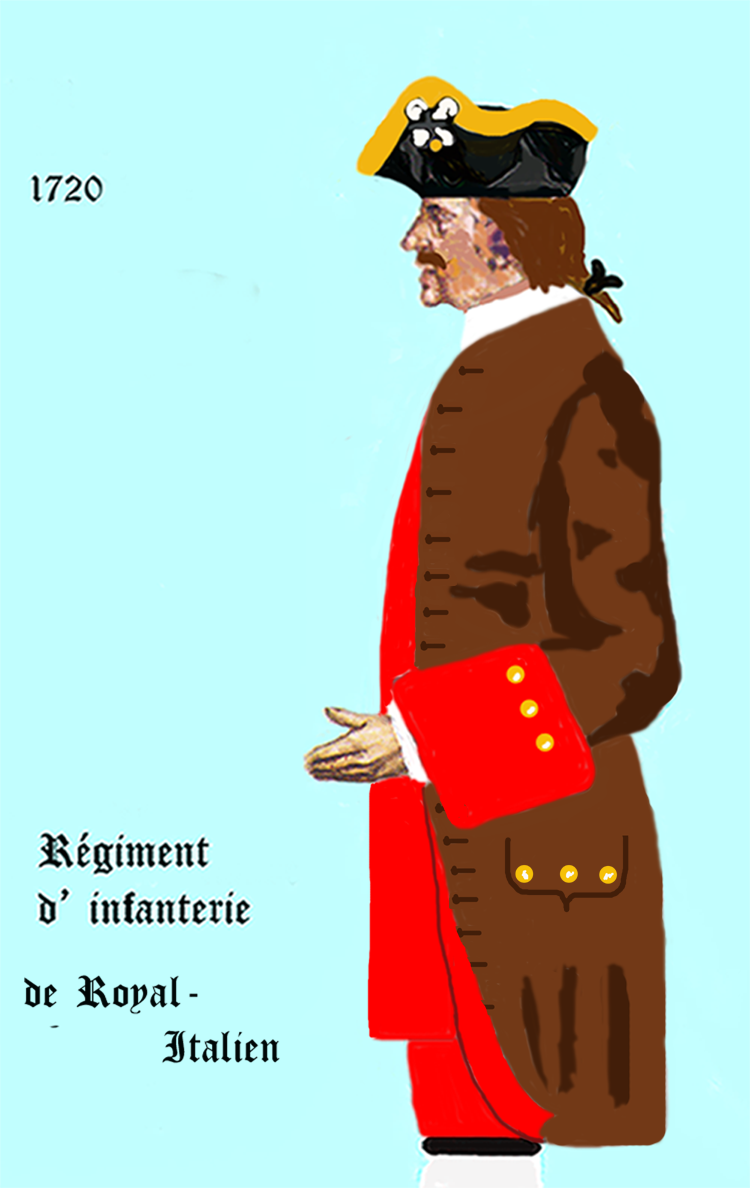
Dal 1720 al 1734
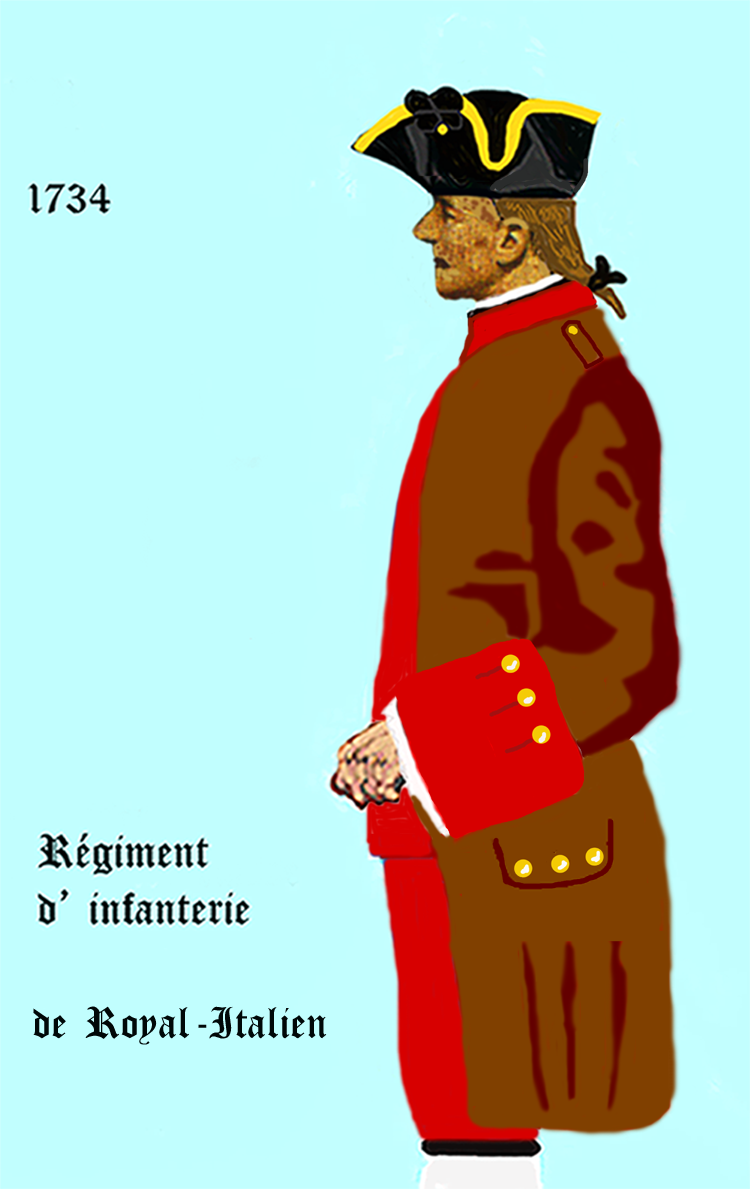
Dal 1734 al 1740
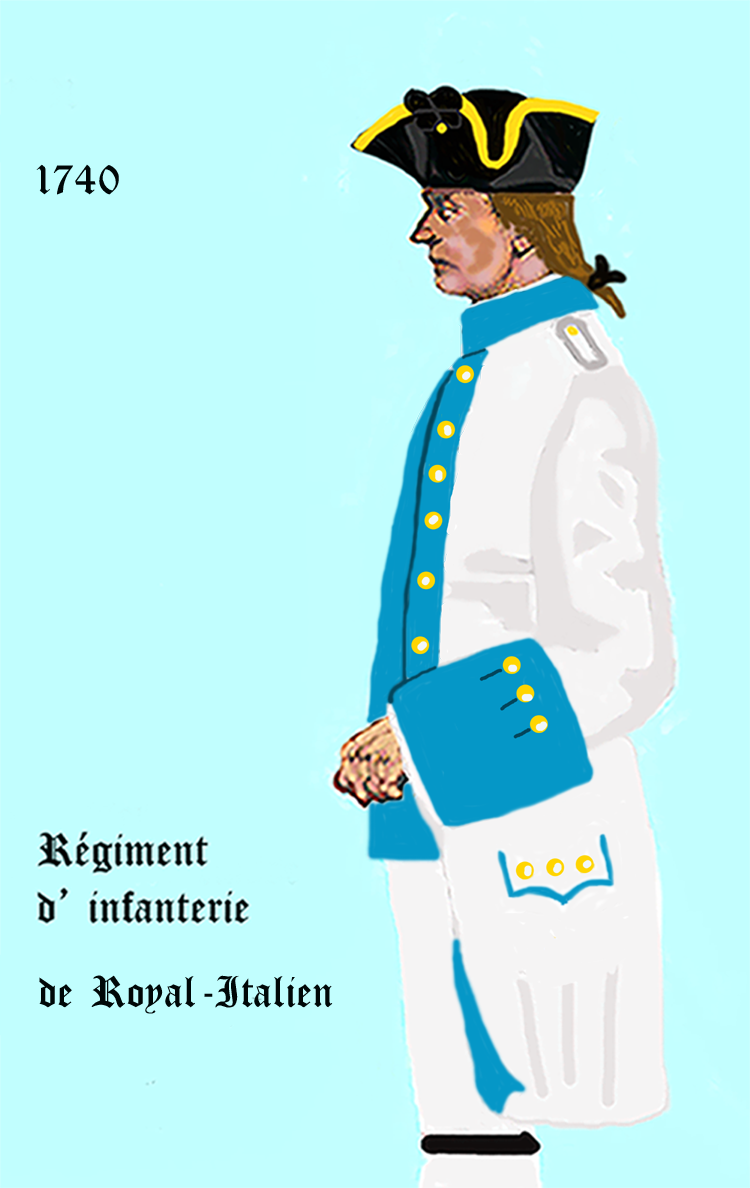
Dal 1740 al 1757
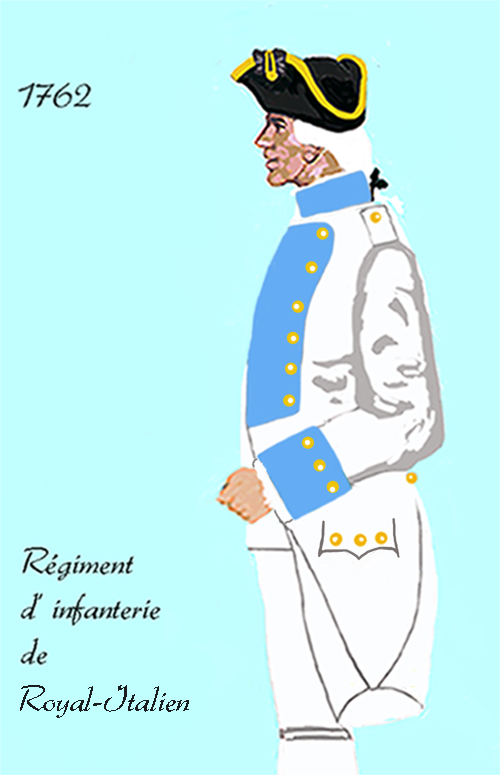
Dal 1762 al 1776
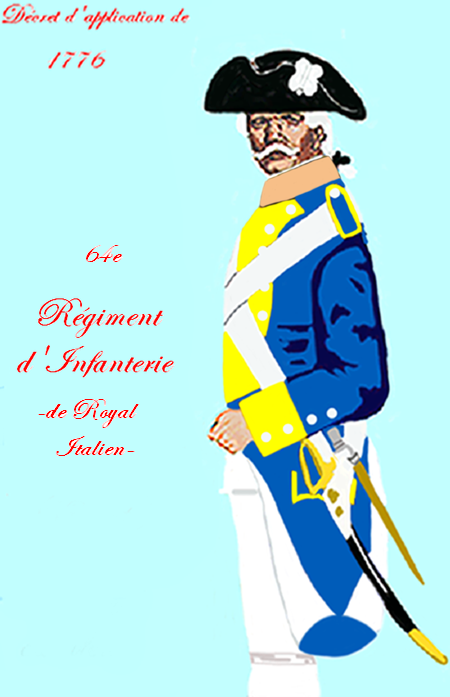
Dal 1776 al 1788